# Yin Xiaoyan
Yin Xiaoyan (尹 笑言) (Henan, China, 28 de agosto de 1993) es una luchadora de kárate china que consiguió la medalla de plata en los Juegos Olímpicos de Tokio 2020 en la modalidad de kumite de menos de 61kg, tras perder en la final a la contra Jovana Preković.

## Palmarés olímpico
| Juegos Olímpicos | Juegos Olímpicos | Juegos Olímpicos | Juegos Olímpicos |
| Año              | Lugar            | Medalla          | Categoría        |
| ---------------- | ---------------- | ---------------- | ---------------- |
| 2021             | Tokio ( Japón)   | Medalla de plata | Kumite -61kg     |